# Kigembe
Kigembe è un settore (imirenge) del Ruanda, parte della Provincia Meridionale e del distretto di Gisagara.